# Joseph François Piscador
Joseph François Piscador   (Gant, 27 de maig de 1866 - Wilsele, 31 de gener de 1928) fou un arquitecte belga adepte de l'estil neogòtic.

## Biografia

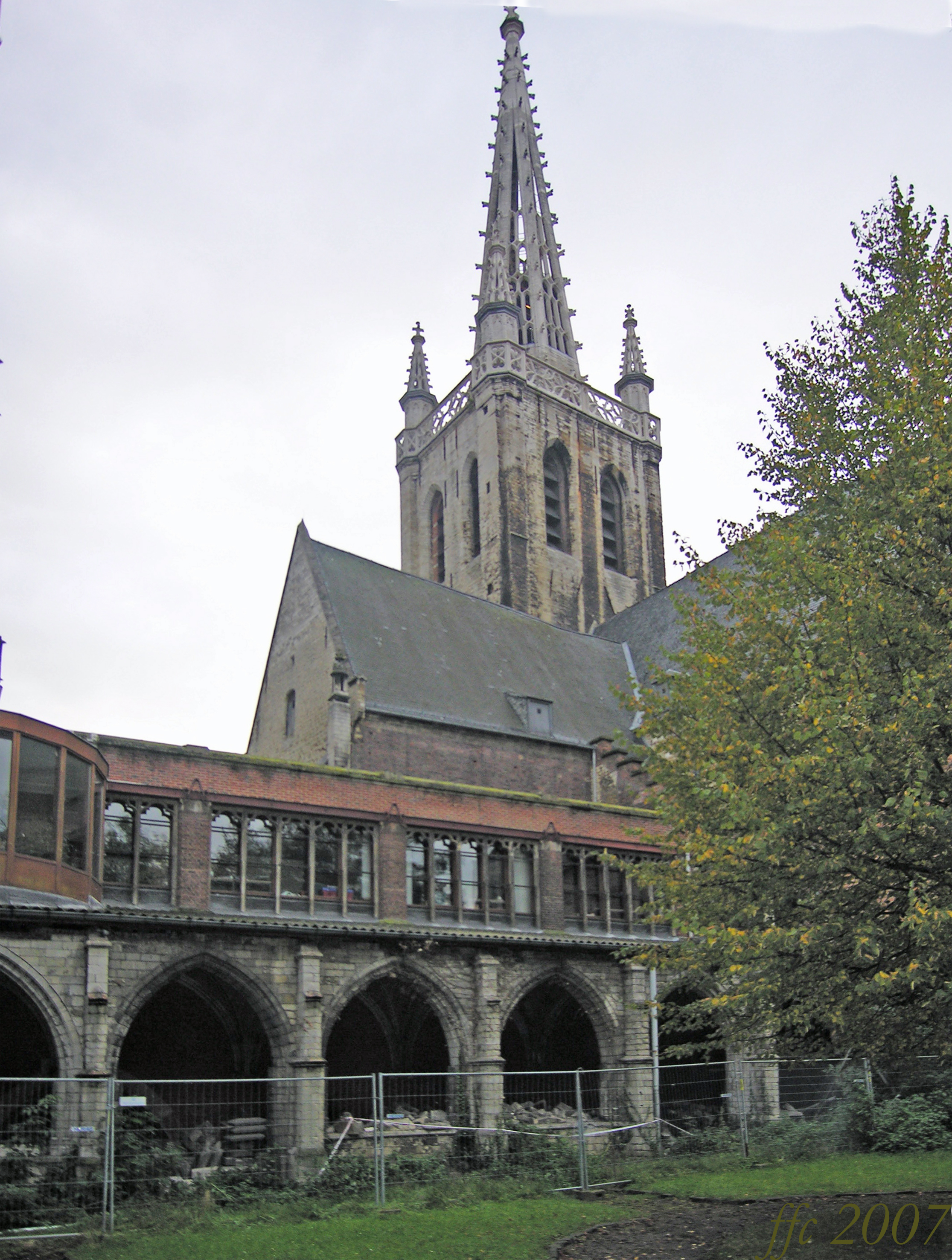
L'abadia Sint-Geertrui (Santa Gertrudis) de Lovaina

Joseph François Piscador era el més gran d'una família de vuit fills, fill de fuster. Ja de molt jove va començar dibuixar construccions de fusta al taller del seu pare. Aviat va anar a l'escola d'art gantenca «Sint-Lucasschool». A l'escola superior d'arquitectura del mateix nom, va estudiar l'arquitectura neogòtic prop de Jean-Baptiste de Béthune. Era un dels millors deixebles d'aquest institut i el 1889 va obtenir el "Gran premi de l'arquitectura". De Béthune va recomanar el seu deixeble a l'arquitecte Joris Helleputte, figura emblemàtica del moviment neogòtic a Bèlgica, professor a la Universitat Catòlica de Lovaina, diputat del partit catòlic i més tard ministre. De 1892 a 1893 va restaurar l'església Sant Gangolf a Paulatem.
Des de 1896 va començar els seus projectes propis i desenvolupar el seu propi estil. Va casar-se amb Hélène van Aerschodt i la família s'integrarà als cercles de la burgesia opulent, francòfona i catòlica de Lovaina.
Les seves primeres comissions eren la casa Heilig-Harthuis (en català, casa del Cor Sagrat) pel canonge Armand Thiéry i la restauració de l'abadia de Santa Gertrudis a Lovaina. La relació amb Thiéry va enverinar-se quan el canonge va immiscir-se massa en l'execució de l'obra i arrossegar l'arquitecte en conflictes jurídics interminables amb la fàbrica de l'església, la comissió dels monuments i l'ajuntament de la ciutat.
Pels seus mèrits, l'Associació dels arquitectes de l'aglomeració de Lovaina va elegir-lo com a president.
Va morir el 31 de gener a la seva casa d'estiueig el mas Het Puthof a Wilsele. El seu sepulcre es troba al cementiri Groot Kerkhof van de Stad Brussel a Schaarbeek.